# Giuseppe Contesini
Giuseppe Contesini (Breda Cisoni, 2 maggio 1888 – Bozzolo, 13 aprile 1958) è stato un ciclista su strada italiano; professionista dal 1909 al 1922, partecipò a cinque Giri d'Italia e due Tour de France.

## Carriera
Fu professionista nella prima metà degli anni 1910, correndo per la Senior-Polack, l'Atala e l'Automoto-Continental. Corridore regolarista dotato di buona resistenza, non ottenne nessuna vittoria in carriera, ma solo buoni piazzamenti. Fu il primo italiano a concludere la Parigi-Bruxelles nei primi dieci, classificandosi al nono posto nel 1914. Partecipò a cinque edizioni del Giro d'Italia tra il 1910 ed il 1914, classificandosi al nono posto nel 1911 e all'ottavo posto nel 1913. Per tre volte salì sul podio di tappa nella corsa rosa, una nel 1911 (terzo a Genova) e due nel 1913 (terzo ad Ascoli Piceno e a Milano). Partecipò al Tour de France nel 1913 e nel 1914.

## Piazzamenti

### Grandi Giri
- Giro d'Italia

1910: ritirato
1911: 9º
1912: ritirato
1913: 8º
1914: ?
- Tour de France

1913: 20º
1914: ritirato (11ª tappa)

### Classiche monumento
- Giro di Lombardia

1909: 6º
1910: 13º
1912: 23º
1913: 24º
1914: 19º
1915: 10º
- Milano-Sanremo

1912: 39º
1914: 40º
1915: 13º